# Gintaras Aliksandravičius
Gintaras Aliksandravičius (* 15. März 1972 in Vilnius) ist ein litauischer Polizist und Politiker,   Vizeminister für Inneres. 

## Leben
Nach dem Abitur an der Sekundarschule absolvierte er 2001 das Bachelorstudium Recht und Verwaltung und 2005 das Masterstudium der Rechtswissenschaft an der Mykolo Romerio universitetas in Vilnius.
Aliksandravičius trat 1994 als Unterinspektor in den Dienst der Abteilung für die Untersuchung von Verkehrsdelikten der Kriminalpolizei und ab 1995 arbeitete er als Inspektor der Abteilung für die Untersuchung von Sonderdelikten der Kriminalpolizei  sowie ab 1997  als Inspektor in der Abteilung für kriminalpolizeiliche Ermittlungen des dritten Polizeikommissariats des Hauptpolizeikommissariats der Stadt Vilnius.
Ab 1998 arbeitete er als Inspektor des Streifendienstes der Straßenpolizei der Polizeidirektion des Innenministeriums und ab 1999  als Inspektor in der Abteilung für Verwaltungstätigkeiten des Straßenpolizeidienstes der öffentlichen Polizei der dem Innenministerium unterstellten Polizeidirektion.
Ab 2001 war er Inspektor der Abteilung für Analyse und Planung des Verkehrsüberwachungsdienstes der litauischen Polizei, ab 2003 als Kommissar der Verkehrsüberwachungsabteilung der Abteilung für öffentliche Ordnung und Verkehrsüberwachung der dem Innenministerium unterstellten Polizeibehörde und später als stellvertretender Leiter der Verkehrsüberwachungsabteilung der Abteilung für öffentliche Ordnung und Verkehrsüberwachung der dem Innenministerium unterstellten Polizeibehörde.
Ab 2005 arbeitete er als stellvertretender Leiter des Verkehrsüberwachungsdienstes der litauischen Polizei. Am 1. Juli 2008 wurde er als Nachfolger von Saulius Skvernelis zum Leiter des Verkehrsüberwachungsdienstes der litauischen Polizei ernannt. Am 1. Juli 2010 wurde er nach einer Namensänderung der Institution zum Leiter des litauischen Straßenpolizeidienstes und arbeitete in dieser Funktion bis 2016.
Von 2016 bis 2019 war er Berater der Gruppe Straßen- und Luftverkehrspolitik, von 2019 bis 2020 Kanzler und von 2021 bis 2024 Berater, dann Chefberater, der Gruppe Straßen- und Luftverkehrspolitik im Ministerium für Verkehr und Kommunikation der Republik Litauen. 
Seit dem 23. Dezember 2024	ist er stellvertretender Innenminister der Republik Litauen. Er ist Stellvertreter von Minister Vladislav Kondratovič im Kabinett Paluckas, geleitet von Gintautas Paluckas.
Während seiner Amtszeit wurde er mehrfach ausgezeichnet und befördert. Er erhielt das Gedenkabzeichen des Innenministeriums zweiten Grades „Für das Wohl des Vaterlandes“, 2004 das Polizeiabzeichen dritten Grades „Schutzengel“, 2008 die Verdienstmedaille der Polizei dritten Grades und 2010 das Gedenkabzeichen des Innenministeriums ersten Grades „Für das Wohl des Vaterlandes“.